# En mai, fais ce qu’il te plaît
En mai, fais ce qu'il te plaît ist ein französischer Spielfilm aus dem Jahr 2015. Die Premiere fand beim Festival International du Film de Saint-Jean-de-Luz 2015 in Frankreich statt. In Deutschland nahm der Film im Wettbewerb des Filmfests München 2016 teil. Ennio Morricones Musik war als beste Filmmusik bei den Césars 2016 ebenso nominiert wie bei den World Soundtrack Awards im gleichen Jahr.

## Handlung
Im Mai 1940 fliehen Millionen Franzosen vor der deutschen Invasion. Unter ihnen ein aus Deutschland geflohener Widerständler. Er sucht seinen ebenfalls fliehenden Sohn zusammen mit einem schottischen Soldaten, dessen Einheit aufgerieben wurde und der sich wieder seinen Truppen anschließen will.

## Kritiken
„Ein Film, der sich nie so intensiv anfühlt wie er sollte, selbst wenn engagierte Darstellungen – besonders seitens der nicht-Franzosen Diehl (Inglourious Basterds) und Rhys (co-star bei The Americans) – die Figuren weiterentwickeln, als sie im Skript erschienen sein mögen.“